# 高丰镇
高丰镇，是中华人民共和国江西省九江市瑞昌市下辖的一个乡镇级行政单位。

## 行政区划
高丰镇下辖以下地区：
乌石街社区、永丰村、高丰村、乐丰村、长垄村、小源村、铺头村、青丰村和永兴村。

## 教育
高丰镇内有以下学校：
高丰中心幼儿园、高丰中心小学、高丰乐丰小学、瑞昌市高丰中学。。